# Jocelyne Triadou
Jocelyne Triadou, née le 31 mai 1954, est une judoka française. Elle est jusqu'en 2013 directrice technique nationale de la Fédération française de Savate boxe française et D.A.
Elle occupe ensuite jusqu'en avril 2014 le poste de Directrice Technique Nationale du Jiu Jitsu et est promue au grade de 9e Dan Judo en juin 2025, devenant ainsi la première femme Française à accéder à un si haut grade.
Elle siège aujourd'hui à la commission spécialisée des grades de la Fédération Française de Judo.
En avril 2016 la ville d'Acheres lui rend honneur en donnant son nom à un nouvel équipement sportif inauguré en présence de Gérard Larcher, Président du Sénat.
Le 11 Octobre 2020 Jocelyne est élue vice-présidente (chargée du développement) de la ligue Nouvelle Aquitaine de Judo aux côtés du Président de Ligue Claude Dubos.

## Biographie
Elle est l'une des pionnières du judo féminin en France, remportant le premier titre de championne de France en 1974. Elle obtient également des récompenses sur le plan international, remportant cinq titres de championnes d'Europe ainsi que trois médailles d'argent.
Le 30 novembre 1980, elle devient la première Française championne du monde, lors de la première édition des mondiaux pour les femmes qui se déroulait au Madison Square Garden de New York.
Elle occupe ensuite un poste d'entraîneuse nationale au sein de la Fédération française de Judo puis devient conseillère technique régionale pour le Val-d'Oise. En 2001, elle rejoint le ministère des sports.
En septembre 2006, Jocelyne Triadou est nommée Directerice technique nationale de la Fédération Française de Savate boxe française et D.A. Elle fait partie de la promotion 2010 des Gloires du sport français.
- Grade: Ceinture Rouge 9ème DAN[1].

## Palmarès

### Championnat de France
- 1974
  -  Médaille de bronze dans la catégorie Open (Toutes catégories)

### Championnats du monde
- Championnats du monde 1982 à Paris,  France
  -  Médaille de bronze dans la catégorie des moins de 72 kg
  -  Médaille de bronze en toutes catégories

- Championnats du monde 1980 à New York,  États-Unis
  -  Médaille d'or dans la catégorie des moins de 72 kg

### Championnats d'Europe
| Année / Catégorie | 1975 | 1976 | 1977 | 1978 | 1979 | 1980 | 1981 | 1982 |
| ----------------- | ---- | ---- | ---- | ---- | ---- | ---- | ---- | ---- |
| moins de 66 kg    | 2e   | 2e   |      |      |      |      |      |      |
| moins de 72 kg    |      |      |      |      | 1er  | 1er  | 1er  | 1er  |
| Toutes catégories |      |      | 1er  | 2e   |      |      |      |      |

### Distinction personnelle
- Officier de l'Ordre national du Mérite en 2011 (chevalier en 2001)[2]